# Ferried Naciri
Ferried Naciri (12 februari 1989) is een Belgisch basketbalcoach.

## Carrière
Naciri speelde basketbal tot zijn 18e toen hij met een blessure moest stoppen met spelen en werd dan jeugdcoach. Hij was van 2012 tot 2013 actief als assistent bij DBC Houthalen. Van 2013 tot 2018 was hij actief bij de Leuven Bears eerst als jeugdcoach, daarna als assistent en ten slotte als hoofdcoach wat hem op dat moment de jongste hoofdcoach in de hoogste klasse maakte ooit in de Belgisch competitie. Hij bleef hoofdcoach tot in 2018 toen hij als assistent aan de slag ging bij het Deense FOG Næstved. 
In 2019 werd hij hoofdcoach bij de Nederlandse club Aris Leeuwarden waarmee hij in 2020 de beker verloor. Voor de club was het de eerste keer dat ze de finale haalden, in mei 2021 raakte bekend dat hij zijn contract niet verlengde bij de Nederlandse club. In 2022 ging hij aan de slag als assistent-coach onder Pedro Calles bij Baskets Oldenburg.